# 星橋駅
星橋駅（せいきょうえき）は、中華人民共和国浙江省杭州市臨平区天都路と星橋南路の交差点に位置する杭州地下鉄3号線の駅である。

## 歴史
- 2018年4月3日：着工[1]。
- 2022年2月21日：開業[2]。

## 駅構造
島式ホーム1面2線を有する地下駅。駅の西側に単線スイッチバック（片渡り線）、東側に引き上げ線2線が設置されている。

### のりば
| 番線    | 路線 | 行先                                   |
| ------- | ---- | -------------------------------------- |
| ■ 3号線 | 下り | 武林広場・火車西站・呉山前村・石馬方面 |
| ■ 3号線 | -    | 降車ホーム                             |

（出典：星桥站站内空间示意图）

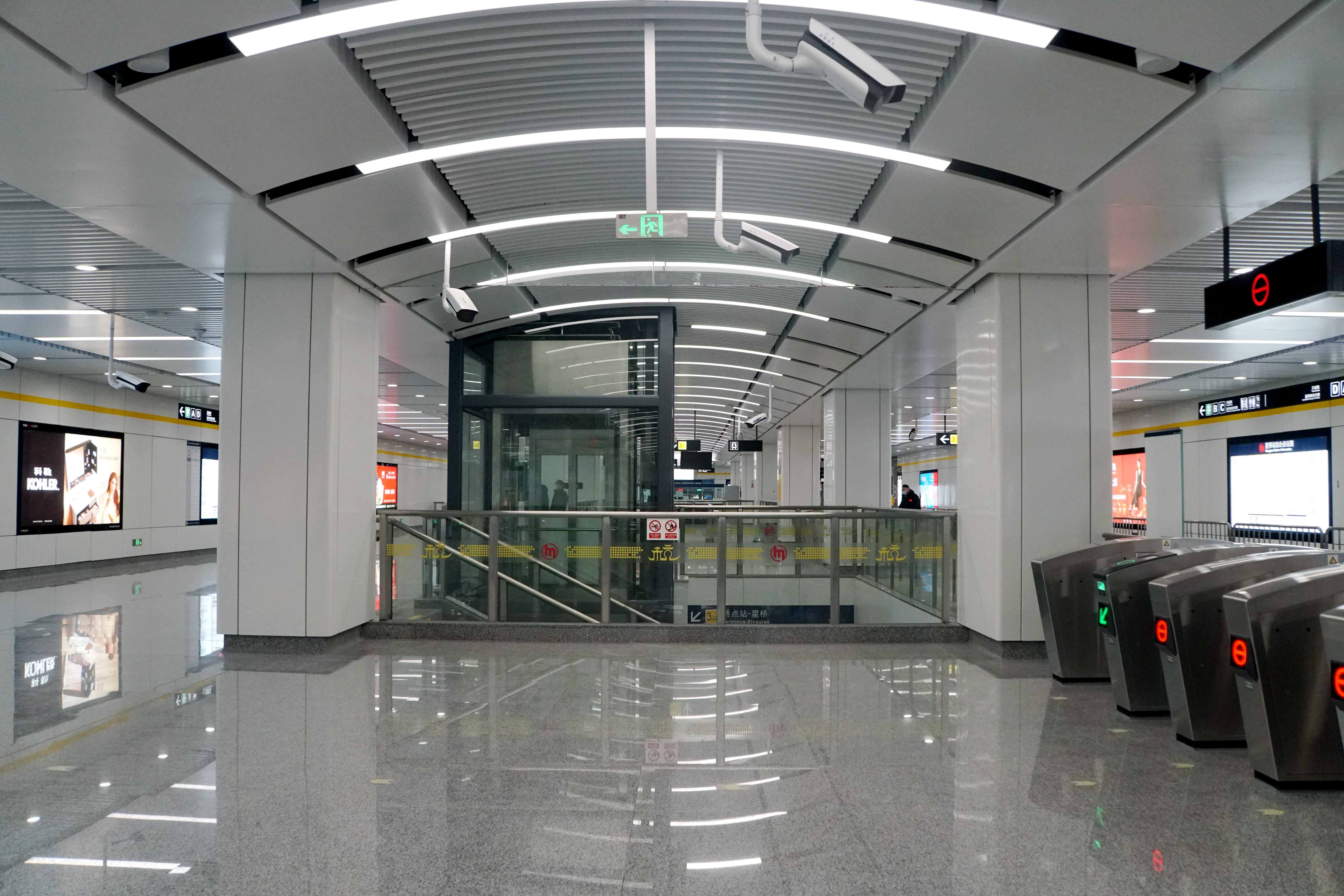
コンコース
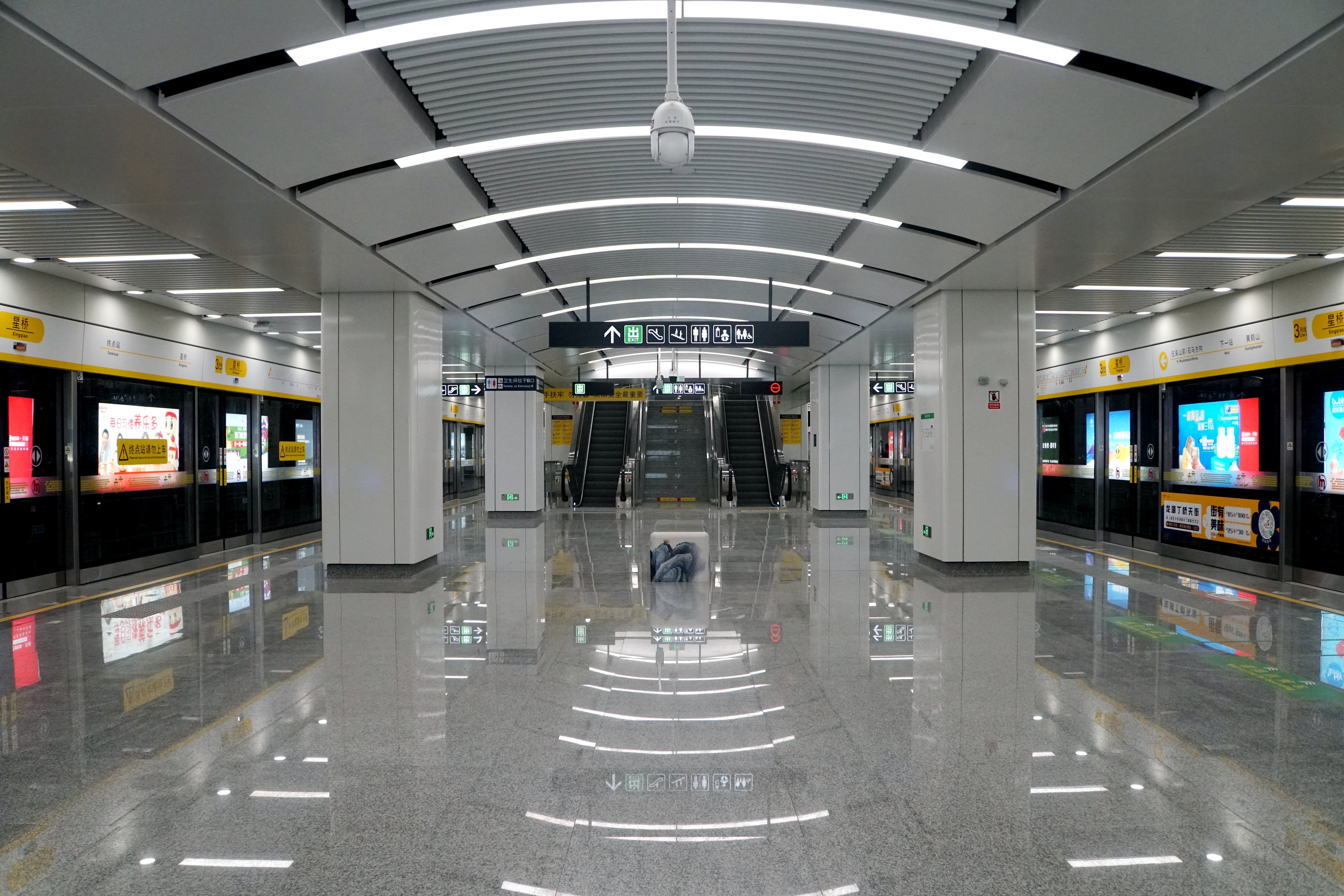
ホーム
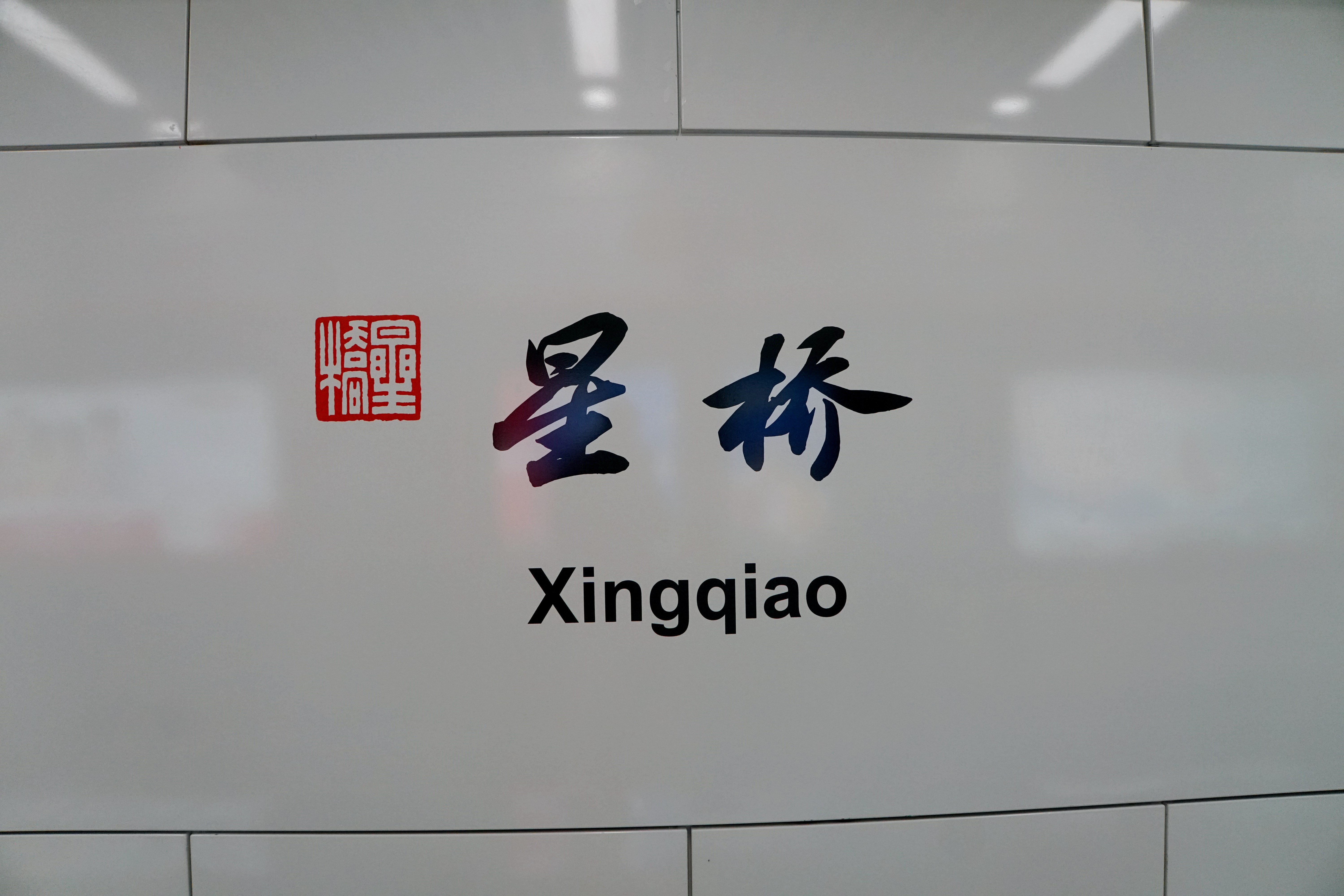
駅名
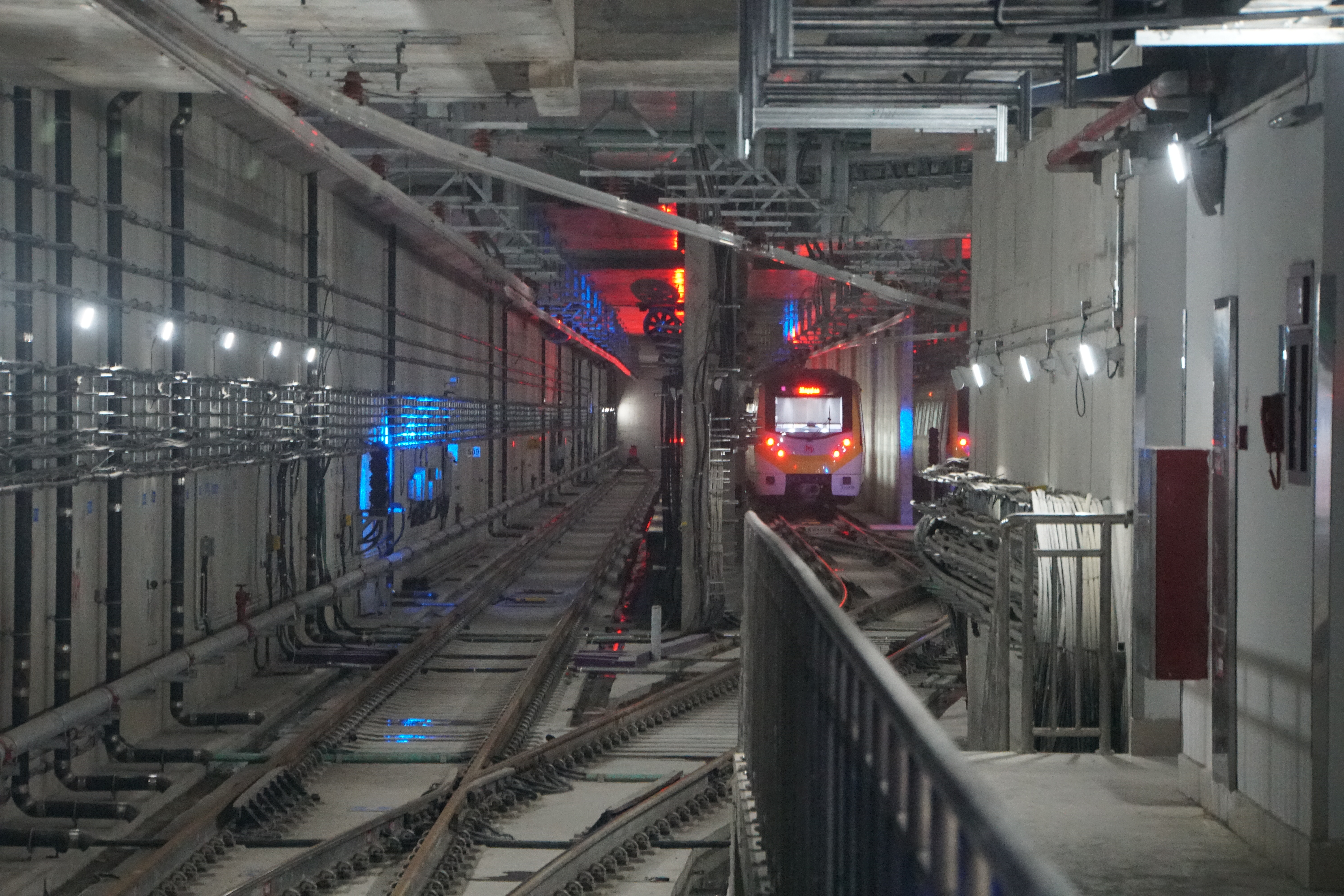
引き上げ線

## 駅周辺
- 融創・融耀之城
- 星橋街道小涼家園
- 星運麗園
- 荘慶橋遺跡公園
- 学成府
- 杭州市臨平区星橋第一小学校
- 七彩星商業中心
- 金輝藍光・輝逸雲築
- 太平永順苑

## 隣の駅
杭州地下鉄
■ 3号線
黄鶴山駅 - 星橋駅